# Фрактура
Фрактура (или счупване) е медицинско състояние, при което е налично частично или пълно счупване на целостта на костта. При по-тежки случаи, костта може да бъде счупена на няколко места. Фрактурата може да е вследствие от силен удар или голямо натоварване, както и от някои малки травми в резултат на заболявания, отслабващи костите, като например остеопороза, остеопения, несъвършена остеогенеза или тумор в костта (патологична фрактура).

## Симптоми
Макар самата костна тъкан да не съдържа ноцицептори, счупването е болезнено, поради няколко причини:
- Нарушаването на целостта на надкостницата, която съдържа множество рецептори за болка.
- Оток или хематом в съседните меки тъкани, причинен от разкъсване на костния мозък, предизвиква болка при натиск.
- Неволните спазми в мускулите, които целят поддържането на частите от костта на място.

Поражения по съседните структури, като например нерви, мускули, кръвоносни съдове, гръбначен мозък, нервни корени (за фрактури на гръбначния стълб) или черепно съдържание (за фрактури на черепа) могат да доведат до други специфични признаци и симптоми.
Някои фрактури могат да доведат до сериозни усложнения. В някои случаи, неправилното лечение може да доведе до нужда от ампутация на засегнатия крайник. В други случаи, счупената кост може да не се срасне отново или да срасне неправилно, образувайки деформация. Най-честият вид неправилно срастване включва неправилно завъртане на костта, което е особено често при фрактури на бедрената кост и пищяла.

## Превенция
Травми както с голяма, така и с малка сила, могат да доведат до фрактури. Превантивните усилия за намаляване на пътнотранспортните произшествия (най-честата причина за травми с голяма сила) включват намаляване на разсейването по време на шофиране. Най-чести причини за разсейване по време на шофиране са употребата на психоактивни вещества и изпращане на текстови съобщения или говорене по телефона, като и двете водят до приблизително шест пъти повече автопроизшествия. Поставянето на предпазен колан намалява вероятността за травма.
Честа причина за травма с малка сила е падането в домашни условия. Превантивните мерки включват намаляване на вероятността за падане, силата на падането и крехкостта на костите. За намаляване на риска от падане вкъщи следва да се избягва поставянето на кабели на места, където се преминава често, поставянето на дръжки в банята и осветяването на стълбищата При падане е препоръчително да се пада на задни части или на ръце. Приемането на витамин D подсилва костите, правейки ги по-устойчиви към потенциални фрактури.

## Лечение
Лечението на фрактурите може да бъде както хирургическо (с отваряне на мястото на счупване), така и нехирургическо (справяне с болката, обездвижване). Крайна цел е образуването на калус (костна тъкан) между допирните повърхности на частите на костта в правилна позиция. В калуса се отлагат калциеви соли и той се превръща в нормална здрава кост.
Оздравяването на костната фрактурата става за различно дълго време – фрактура на раменна кост заздравява за около два месеца, на бедрена кост – за около три месеца, а на гръбначни прешлени – за 6-9 месеца.
Тъй като заздравяването на костите е естествен процес, лечението има за цел да осигури най-добрата възможна функция на травмираната част след зарастване. Счупените парчета от костта се фиксират в естествените им позиции, като тези позиции трябва да се поддържат, докато костта зарасне. Обикновено, нужно е само да се постави костта в добра позиция, да се обездвижи, а след това да се направи рентгенова снимка, за да се потвърди положението на костите. Този процес може да бъде доста болезнен. Счупената кост най-често се обездвижва с отливка от гипс или стъклопласт или с шина, обездвижваща ставите над и под фрактурата. Когато е нужна хирургическа намеса, често се използват хирургически пирони, винтови или пластини, които да придържат частите от костта заедно. По-малките кости, като например пръстите на ръцете и краката, могат да се лекуват и без отливка, като се бинтоват заедно с други пръсти.
Хирургическите методи за лечение на фрактури имат своите рискове и ползи, но обикновено операция се извършва тогава, когато повърхностното лечение се е провалило, има голяма вероятност да се провали или може да доведе до лош функционален резултат. Така например, при фрактури в областта на хълбоците, операциите са рутинни, тъй като нехирургическото лечение би довело до дълъг период на обездвижване, което често води до усложнения, включително гръдни инфекции, язви, белодробна емболия и тромбоза на дълбоките вени, които са по-опасни от операцията. Когато е увредена повърхността на става от фрактура, операцията също е често препоръчвана, за да се възстанови гладкото функциониране на ставата. В редки случаи, присаждането на кост също може да се използва за лечение на фрактура.